# Idea vosseleri
Idea vosseleri är en fjärilsart som beskrevs av Hans Fruhstorfer 1903. Idea vosseleri ingår i släktet Idea och familjen praktfjärilar. Inga underarter finns listade i Catalogue of Life.